# Episodi di Inazuma Eleven (prima stagione)
La prima saga dell'anime Inazuma Eleven è quella tratta dal primo videogioco della serie e conta 26 episodi sui 127 totali della prima serie. In Giappone è stata trasmessa su TV Tokyo dal 5 ottobre 2008 al 29 marzo 2009. In Italia è intitolata Inazuma Eleven - La squadra delle meraviglie ed è stata trasmessa dal 1º al 24 giugno 2010 su Disney XD ed in chiaro su Rai 2 dal 14 giugno 2010 in occasione dei mondiali di calcio del 2010.
La serie ha un seguito: Inazuma Eleven 2.
| Nº | Titolo italiano Giapponese 「Kanji」 - Rōmaji - Traduzione letterale | In onda          | In onda        |
| Nº | Titolo italiano Giapponese 「Kanji」 - Rōmaji - Traduzione letterale | Giapponese       | Italiano       |
| 1  | La squadra prende forma 「サッカーやろうぜ!」 - Sakkā yarō ze! – "Giochiamo a calcio!" | 5 ottobre 2008   | 1º giugno 2010 |
| 1  | Mark Evans, il capitano della Raimon, una piccola squadra che rischia la rottura, composta da sette giocatori, incomincia a cercare dei nuovi giocatori per formare al completo la propria squadra. Per evitare che questa scompaia Mark affronta la Royal Academy, la squadra più forte di tutto il Giappone, rimasta imbattuta da quarant'anni. Il ragazzo conosce Axel Blaze, che ha un tiro fantastico, e notandolo decide di farlo entrare nella squadra, ma Axel rifiuta. Tuttavia Mark non si arrenderà così facilmente. |                  |                |
| 2  | Una partita difficile 「帝国が来た!」 - Teikoku ga kita! – "È arrivata la Royal!" | 12 ottobre 2008  | 1º giugno 2010 |
| 2  | La Raimon sfida la Royal e mentre quest'ultima squadra stava conducendo per 20 reti a 0, spinto a giocare dalla grinta di Mark, Axel, ex attaccante della Kirkwood che ha abbandonato il calcio per l'incidente di sua sorella, entra in campo e fa gol alla Royal con la tecnica Tornado di Fuoco mentre Mark impara la tecnica Mano di Luce. |                  |                |
| 3  | Il tiro di Kevin 「あみだせ必殺技!」 - Amidase hissatsu-waza! – "Impara la tecnica micidiale!" | 19 ottobre 2008  | 2 giugno 2010  |
| 3  | Kevin dopo tanti tentativi impara la tecnica Dragon Crash, mentre Nelly convince Axel ad entrare nella Raimon. |                  |                |
| 4  | Raimon contro Occult 「ドラゴンが出た!」 - Doragon ga deta! – "È apparso il Dragon!" | 26 ottobre 2008  | 2 giugno 2010  |
| 4  | La Raimon deve vincere una partita importante contro la Occult, altrimenti la squadra verrà sciolta. I primi 2 gol della Raimon sono Segnati da Kevin, mentre quelli della Occoult dal capitano Talisman grazie alla tecnica Blocco Invisibile, che con un'illusione ottica blocca gli avversari e può segnare senza nessuno che lo ostacoli. Alla fine della partita il risultato è di 4-3 per la Raimon grazie al Dragon Tornado di Axel e Kevin con il quale segnano il gol del 3-3 e del 4-3. La Raimon è pronta a partecipare al Football Frontier. |                  |                |
| 5  | Il segreto della Inazuma Eleven 「秘伝書はどこだ!」 - Hiden-sho wa dokoda! – "Dov'è il libro dei segreti? !" | 2 novembre 2008  | 3 giugno 2010  |
| 5  | La Raimon si prepara al debutto nella fase regionale del Footbal Frontier allenandosi duramente per la sfida che si terrà alla Wild Junior High. Intanto scoprono la storia della squadra della Raimon che li ha preceduti: la leggendaria Inazuma Eleven. |                  |                |
| 6  | Sfida alla Wild Junior High 「これがイナズマ落としだ!」 - Kore ga Inazuma Otoshi da! – "Questo è il Trampolino Inazuma!" | 9 novembre 2008  | 4 giugno 2010  |
| 6  | La Raimon vince contro la Wild Junior High, primo ostacolo da superare, per 1-0 grazie al Trampolino Inazuma di Axel e Jack. |                  |                |
| 7  | Sfida contro i Cyborg 「河川敷の決闘!」 - Kasenshiki no kettō! – "Duello sul fiume!" | 16 novembre 2008 | 5 giugno 2010  |
| 7  | Thomas Feldt, portiere e capitano della Brain Washing, prossima avverrsaria della Raimon, e Neil Turner, cannoniere della Brainwashing, sfidano Axel e Mark ad una sfida nella quale vincono facilmente neutralizzando il Tornado di Fuoco e il Pugno di Fuoco. Nelly, visto che la squadra è costantemente spiata dagli osservatori delle squadre avversarie, trova un nuovo posto dove allenarsi inosservati: la Inabikari Special. |                  |                |
| 8  | Gli invincibili cyborg 「恐怖のサッカーサイボーグ!」 - Kyōfu no sakkā saibōgu! – "I paurosi cyborg del calcio!" | 23 novembre 2008 | 6 giugno 2010  |
| 8  | Con questo allenamento la Raimon riesce a battere la Brain-washing, squadra che affida le sue tattiche ad un PC, per 2-1 grazie al Doppio Fulmine Inazuma di Axel e Mark con cui la Raimon riacciuffa il pareggio e con il Dragon Tornado con cui chiude definitivamente la partita. Sfortunatamente Axel si fa male e non potrà giocare la semifinale. |                  |                |
| 9  | Il segreto degli Otaku 「目金、立つ!」 - Megane, tatsu! – "Megane, in piedi!" | 30 novembre 2008 | 7 giugno 2010  |
| 9  | La Raimon sfida la Otaku, e sul 1-0 sembra che la Raimon stia per perdere ma Willy scopre il loro segreto: quando i giocatori della Raimon tiravano gli avversari spostavano sempre la porta e grazie ad 2 Dragon Crash (di cui uno deviato da Willy) riescono a vincere 2-1. |                  |                |
| 10 | Sabotaggio 「帝国のスパイ!」 - Teikoku no supai! – "La spia della Royal!" | 7 dicembre 2008  | 8 giugno 2010  |
| 10 | Ray Dark, l'allenatore della Royal, ordina a Wintersea di sabotare l'autobus della Raimon ma viene colto in flagrante da Bobby, ex giocatore della Royal e spia di Dark, che racconta tutto ai giocatori facendo così licenziare Wintersea, ma rivela anche la sua vera identità. I giocatori della Raimon sembrano furibondi ma dopo che Bobby giurerà fedeltà alla Raimon viene riaccolto in squadra. |                  |                |
| 11 | Un nuovo allenatore per la Raimon 「新監督を探せ!」 - Shin kantoku o sagase! – "Cerchiamo un nuovo allenatore!" | 14 dicembre 2008 | 9 giugno 2010  |
| 11 | Inoltre si viene a sapere che senza allenatore la Raimon non potrà proseguire il football Frontier allora Mark cerca di convincere Seymour Hillman, ex portiere della Inazuma eleven, a diventare il nuovo allenatore e dopo aver perso la sfida con Mark, Seymour accetta con piacere. |                  |                |
| 12 | La trappola 「決戦! 帝国学園・前編!!」 - Kessen! Teikoku Gakuen - zenpen!! – "Battaglia! Royal Academy - prima parte!!" | 21 dicembre 2008 | 10 giugno 2010 |
| 12 | Jude scopre che Dark ha teso una trappola per far perdere la Raimon: far cadere lastre di metallo nella metà campo della squadra avversaria ma grazie a Jude stesso che avverte Mark la Raimon si salva. Tuttavia, Mark scopre che Jude e Celia sono fratelli e se la Raimon vince Jude e sua sorella non si potranno rivedere mai più. |                  |                |
| 13 | La finale 「決戦! 帝国学園・後編!!」 - Kessen! Teikoku Gakuen - kōhen!! – "Battaglia! Royal Academy - seconda parte!!" | 28 dicembre 2008 | 11 giugno 2010 |
| 13 | Inizia la finale che vede opposte Raimon Junior High e Royal Academy, la Royal sembra far sua la partita sfruttando l'indecisione di Mark(che si riprenderà grazie ad una pallonata di Axel) riguardante Jude e Ceila e passa in vantaggio con il Pinguino Imperatore di Jude, David e Daniel che batte la Mano di Luce. La Raimon riacciuffa il pareggio grazie ad un piano astuto di Axel e Kevin che con il Dragon Tornado battono la Barriera di Forza di Joseph detto "Jo". La partita prosegue sul filo dell'incertezza fino a quando Axel, Mark e Jack con il Doppio Trampolino Inazuma superano la Super Barriera di Forza facendo vincere la fase regionale del FF alla Raimon. Tuttavia anche la Royal parteciperà alla fase nazionale in quanto detentrice del titolo. |                  |                |
| 14 | La leggendaria Inazuma Eleven 「伝説のイレブン!」 - Densetsu no irebun! – "L'undici leggendario!" | 4 gennaio 2009   | 12 giugno 2010 |
| 14 | La Raimon fa una partita amichevole con la vecchia leggendaria Inazuma Eleven che dopo un pessimo inizio si dimostra imbattibile. Dopo aver visto la tecnica di Charles e Artur, Nathan e Axel provano a ripeterla ma senza riuscirci. Con gran sorpresa di tutti è Jim a svelare il segreto per la riuscita del colpo Ali di Fuoco, grazie al consiglio di Jim riescono a riprodurla. |                  |                |
| 15 | Comincia il campionato 「来たぜ!全国大会!!」 - Kita ze! Zenkoku taikai!! – "Arriva! Il campionato nazionale!" | 11 gennaio 2009  | 13 giugno 2010 |
| 15 | I ragazzi sono tutti entusiasti per il campionato nazionale ma Miles, amico di Nathan, gli chiede di tornare a fare atletica. Lui, deciso a non abbandonare il calcio, decide di dimostrare a Miles perché ama questo sport così tanto. |                  |                |
| 16 | Il Football Frontier 「破れ!忍者サッカー!!」 - Yabure! Ninja sakkā!! – "Sconfiggi! Il calcio ninja!!" | 18 gennaio 2009  | 14 giugno 2010 |
| 16 | La Raimon affronta la Shuriken e riesce a vincere 2-1 grazie al tiro Ali di Fuoco di Nathan ed Axel che riacciffa il pareggio al tieo Ninja a valanga di Blue-sea, e al Tornado di Fuoco di Axel. Miles capisce che il posto di Nathan è nella Raimon. |                  |                |
| 17 | Un nuovo arrivo 「鬼道の決意!」 - Kidō no ketsui! – "La determinazione di Kidō!" | 25 gennaio 2009  | 15 giugno 2010 |
| 17 | La Royal perde 10-0 contro la Zeus, una squadra misteriosa, e la Raimon non riesce a giocare come ha sempre fatto, per cui Seymour fa entrare Jude nella squadra durante la partita contro la Farm |                  |                |
| 18 | Il Debutto di Jude 「砕け! 無限の壁!!」 - Kudake! Mugen no kabe!! – "Rompi! Il muro infinito!!" | 1º febbraio 2009 | 16 giugno 2010 |
| 18 | Con l'arrivo di Jude la Raimon supera i suoi problemi di gioco ma deve battere l'insuperabile difesa della Farm(che passa in vantaggio grazie a Rakufur),obiettivo riuscito grazie all'Ariete Inazuma di Jude,Mark e Axel. Il definitivo 2-1 viene siglato da Kevin. Silvia apprende la notizia del ritorno di Erik |                  |                |
| 19 | Il ritorno di Erik 「よみがえった天才!」 - Yomigaetta tensai! – "È ritornato un genio!" | 8 febbraio 2009  | 17 giugno 2010 |
| 19 | Erik, un vecchio amico di Bobby e Silvia creduto morto a seguito di un incidente anni prima, viene dagli Stati Uniti far visita alla Raimon e si trova subito in sintonia con tutti, riuscendo anche a eseguire il Tri-Pegaso con Mark e Bobby. Così decide di trasferirsi e di unirsi alla squadra. |                  |                |
| 20 | Il Triangolo Z 「必殺のトライアングルZ!」 - Hissatsu no Toraianguru Z! – "Il micidiale Triangle Z!" | 15 febbraio 2009 | 18 giugno 2010 |
| 20 | La Kirkwood, ex squadra di Axel, sarà la futura avversaria della Raimon e dopo uno scontro in un negozio di dolci Mark sfida i 3 fratelli Murdock che eseguono una tiro combinato potentissimo : il Triangolo Z. |                  |                |
| 21 | La semifinale 「激闘! 木戸川清修!!」 - Gekitō! Kidokawa Seishū!! – "Lotta feroce! Kidokawa Seishū!!" | 22 febbraio 2009 | 19 giugno 2010 |
| 21 | Nella semifinale la Raimon si trova subito in difficoltà in quanto dopo 30 secondi la Kirkwood segna grazie al Tornado Inverso (è uguale al Tornado di Fuoco ma il giocatore che lo esegue gira in senso opposto e il fuoco è azzurro). La Raimon pareggia con il Tri-Pegaso di Mark, Bobby e Erik. La Kirkwood torna in vantaggio con il Triangolo Z che neutralizza la Mano di Luce. La Raimon pareggia di nuovo con il Tornado di Fuoco e accede alla finale con il Volo della Fenice (evoluzione del Tri-Pegaso) di Mark,Bobby ed Erik dato che il Tri-Pegaso era stato bloccato sul nascere da Malcolm Night (vecchio amico di Bobby,Erik e Silvia ai tempi dell'America).                                                                                                   |                  |                |
| 22 | Una tecnica segreta 「ゴッドハンドを超えろ!」 - Goddo Hando o koero! – "Supererò la God Hand!" | 1º marzo 2009    | 20 giugno 2010 |
| 22 | Mark capisce dopo la parata fallita contro la Kirkwood che la Mano di Luce non è più tanto affidabile e scopre l'esistenza di una tecnica superiore: la Mano del Colosso. |                  |                |
| 23 | La nuova tecnica di Mark 「神の挑戦状!」 - Kami no chōsenjō! – "Lettera di sfida da un dio!" | 8 marzo 2009     | 21 giugno 2010 |
| 23 | Mark è abbastanza giù di corda per riuscire a imparare la nuova tecnica, durante l'allenamento compare Byron Love, trequartista della Zeus di grande talento, che consiglia a Mark di non giocare la finale per risparmiare un'umiliazione. |                  |                |
| 24 | La squadra va in ritiro 「合宿やろうぜ!」 - Gasshuku yarō ze! – "Andiamo al ritiro!" | 15 marzo 2009    | 22 giugno 2010 |
| 24 | Seymour manda la squadra in ritiro a scuola dove Mark può allenarsi per imparare la Mano del Colosso grazie alla macchina costruita dai membri dell'Inazuma Eleven. |                  |                |
| 25 | La grande sfida 「最後の決戦 !」 - Saigo no kessen! – "La battaglia finale!" | 22 marzo 2009    | 23 giugno 2010 |
| 25 | Si gioca il primo tempo della finale del Football Frontier con la Zeus in vantaggio per 3-0. La Raimon è distrutta e deve rinunciare a Max, Timmy, Kevin e Willy infortunati durante lo scontro. |                  |                |
| 26 | La grande partita 「激突! 神vs魔神!!」 - Gekitotsu! Kami tai majin!! – "Scontro! Dio contro diavolo!!" | 29 marzo 2009    | 24 giugno 2010 |
| 26 | Con orgoglio Mark impara la Mano del Colosso e la squadra compie un'incredibile rimonta vincendo 4-3 mentre il detective Smith arresta Dark diventato allenatore della Zeus. I gol della Raimon sono siglati da una tripletta di Jude con il Calcio Gemello F eseguito con Axel, e dal potentissimo Tornado Finale che sarebbe il Volo della Fenice in cui Axel dà la spinta finale con il suo Tornado di Fuoco. La Raimon ha vinto il FF battendo la temibile Zeus. |                  |                |

## Fonti
Per la trasmissione giapponese:
- (JA) Lista degli episodi da 1 a 13 sul sito ufficiale, su tv-tokyo.co.jp. URL consultato il 4 maggio 2013 (archiviato dall'url originale il 30 maggio 2011).
- (JA) Lista degli episodi da 14 a 26 sul sito ufficiale, su tv-tokyo.co.jp. URL consultato il 4 maggio 2013 (archiviato dall'url originale il 24 maggio 2011).